# Chris Halliwell
Christopher Perry Halliwell er en fiktiv person fra den amerikanske tv-serie Heksene fra Warren Manor. Han bliver spillet af skuespilleren Drew Fuller.

## Baggrund
Chris Halliwell er født den 16. maj 2004. Han er barn af Piper Halliwell og Leo Wyatt. Han er lillebror til Wyatt Halliwell og ældre bror til Melinda Halliwell.
Chris dukkede første gang op i Heksene fra Warren Manor for at advare de tre søstre om faren fra Titanerne. Han sagde at han var en whitelighter fra fremtiden, men kunne ikke svare på alle spørgsmål, fordi det kunne ændre fremtiden på en ikke hensigtsmæssig måde.
Da Leo blev en Ældre, blev Chris søstrenes whitelighter. Leo syntes at Chris var mistænkelig, fordi han ikke kunne fortælle hele historien. Så da Leo tog af sted, midt-orbede Chris ham til Valhalla. Senere bruger Chris sine kræfter til at dræbe en Valkyrie ved at knuse hendes hjerte.
Chris begyndte at sende søstrene ud efter talløse dæmoner med en passion der mindede meget om hans tante, Prue Halliwell. Han var mystisk og fortalte ikke alt om, hvorfor han var der, og hvem han var i virkeligheden. Derfor blev han nødt til at tage en bryg for at blokere Phoebe Halliwells nye empatkraft, sammen med de to andre søstre. Leo afslørede senere beviser for at Chris havde dræbt en valkyrie, men lod være at bruge det, da Chris endelig havde vundet søstrenes tillid.
Leo var dog stadig mistænksom, og Chris var heller ikke for glad for Leo. Det var først da Phoebe så en brunhåret lillebror til Wyatt mange år frem i tiden, i et blik ind i fremtiden, at hun opdagede sandheden om at Chris var hendes nevø og Pipers søn. Da hun konfronterede Chris, brød han endelig stilheden og sagde: "Kun hvis jeg kan få Piper Og Leo til at sove sammen i tide". Efter Phoebe havde fået det at vide, hjalp hun ham med at forsøge at få dem sammen igen før han ville ophøre med eksistere. Chris blev undfanget, takket være en nat på det åndelige plan hvor Piper og en hårdt såret Leo var en nat. Chris, Phoebe og Paige Matthews reddede dem fra denne verden og Gideon reddede Leo fra hans Darklighter sår, lige i sidste sekund.
Chris afslørede også at han egentlig er kommet fra fremtiden for at forhindre at storebror Wyatt bliver ond. Et stykke tid efter fik Piper og Leo at vide at han var deres søn.
Chris døde tilsyneladende af sår efter at have været i en kamp mod Gideon, lige efter at han er kommet tæt på Leo og løst mysteriet om hans 'lille' storebror. Hans krop forsvandt da han døde, men da han jo havde ændret fremtiden, kan det være en anden Chris der vokser op, men andre minder. Nogle timer efter at Chris døde blev den nutidige Chris født.
I den allersidste episode, kommer en meget levende Chris fra fremtiden med Wyatt, fordi lille Wyatts kræfter blev taget fra ham af The Hollow, og har efterladt fremtids Wyatt uden kræfter. Fordi denne Chris fra fremtiden er vokset op med en god Wyatt er han forskellig fra den Chris der døde på grund af Gideon. I slutningen, får Wyatt sine kræfter tilbage.

## Kræfter og evner
- Telekinese
- Telekinesisk orb
- Orb
- Begrænset telepatisk kontakt med de hekse han har ansvar over for

Som voksen har han kræfterne af telekinese og at kunne orbe. Chris bruger ikke sin Telekinesekraft som Paige, men som Prue. Alligevel har man nogen gange set ham bruge telekinesisk orb på nogen tidspunkter. Han kan, på grund af sin hekse arv, kaste besværgelser. Nutids-Chris fik sine kræfter i slutningen af sæson 8, da han orbede sin bror Wyatt væk fra Billie og Christy.
Chris er nok så kraftfuld, men ikke nær så kraftfuld som Wyatt, som skulle være den mest kraftfulde heks der nogensinde har betrådt Jorden. Men Chris er stadig en kraftfuld heks, det er bevist i andre episoder.
Det er vist at han har mange af Whitelighter kræfterne, så som at orbe til Himlen eller høre kaldet fra en af hans hekse. Hans fremtids jeg fortalte Paige at han dog aldrig har haft kræften til at heale, da han er en heks ligesom Paige.
Chrises rigtige navn er Christopher Perry Halliwell, men chris er kun hans kælenavn.

## Trivia
- Indtil Chris dukker op er alle mandlige hekse i tv-serien børn eller teenagere.
- Ifølge Chris er han opkaldt efter Leos far, Christopher.
- Chris beskyldte leo for aldrig at have tid til ham i fremtiden og stak dybere ved at sige; " Du var der for alle andre, for mor, Wyatt, resten af verden, men du var der aldrig for mig."
- Efter Pipers død i fremtiden, tog Viktor Bennet sig af ham, hans biologiske bedstefar, og de blev meget nære. På grund af alle de hemmeligheder han må holde i nutiden, er Chris nødvendigvis reserveret, men da Viktor kommer på besøg, kan han ikke lade være med at vise hans glæde ved at se et familiært ansigt. Han krammer faktisk sin bedstefar og overrasker søstrene, der er vant til at se ham som lidt reserveret. Imens de snakker, advarer han Viktor om om hans cigarer, og fortæller ham at han vil fortryde at han røg så mange af dem. Det er Viktor der får Chris til at fortælle at Piper dør i fremtiden, men de fortæller det ikke til Piper selv.
- I fremtiden er det vist i episoden Chris Chrossed at han er forlovet med en kvinde ved navn Bianca, men hun bliver desværre dræbt af Wyatt.
- Med hans mørke hår og grønne øjne ligner han rigtig meget hans tante Prue. Han minder også meget om hende i hans seriøsitet og iver efter at jage dæmoner og hans seriøse tilgang til evnen telekinese. Chris ligner også sin mor meget, men han har sin fars øjne.